# Andi Krösing
Andi Krösing (* 11. November 1985 in Geislingen an der Steige als Andreas Krösing) ist ein deutscher Schauspieler, Synchronsprecher, Hörspielautor und Regisseur.

## Karriere
Andi Krösing nahm im Jahr 2008 seine Tätigkeit in der Synchronbranche auf. Im Jahr 2009 arbeitete er als freier Mitarbeiter für Deutschlandradio Kultur, wo er vor allem im Radiofeuilleton tätig war. Von 2009 bis 2010 übernahm er die Arbeit als Autor und Regisseur für die Schauspielgruppe HörSpieler München. Seine erste durchgängige Synchronrolle war André, welchem er im Jahr 2010 in Yu-Gi-Oh! 5D’s seine Stimme lieh. Später arbeitete er erst als Autor, dann auch als Regisseur für die Nachfolgeserien Yu-Gi-Oh! ZeXal und Yu-Gi-Oh! Arc V. Seit 2013 hat Krösing sich hauptsächlich den Bereichen Dialogbuch und Dialogregie verschrieben und tritt nur noch selten als Sprecher in Erscheinung. Zu seinen Fachgebieten zählen Produktionen aus dem DC-Comics-Universum; so zeichnet er unter anderem für die deutschen Fassungen von Batman: The Brave and the Bold (dritte Staffel), Beware the Batman und Batman: The Killing Joke verantwortlich. Als Sprecher kennt man ihn als deutsche Stimme von Joe Adler (Shameless, The Mentalist, Chicago PD), J. D. Evermore (Rectify), Sam Richardson (Veep), Dana Snyder als Doktor Colosso (Die Thundermans) oder Rüdügür aus der ZDF-Serie Siebenstein.

## Autor

### Synchronisation
- 2009: Love's Pure Light
- 2009: All Is Bright
- 2009: Christmas at Cadillac Jack’s
- 2011: My Last Day Without You / Nie mehr ohne Dich
- 2012: Desperate Housewives (Fernsehserie)
- 2013: Destruction of Silence
- 2013–2015: Yu-Gi-Oh! Zexal (30 Folgen)
- 2014: Batman: The Brave and the Bold (Staffel 3)
- 2013–2018: Die Thundermans
- 2014: Wendell & Vinnie (13 Folgen)
- 2014: Beware the Batman
- 2015: Yu-Gi-Oh! Arc-V (29 Folgen)
- 2015: Die Thundermans Shorts
- 2015: DC Super Friends
- 2015: Wishenpoof / Bianca Zauberkind (9 Folgen)
- 2015: Der kleine Drache Kokosnuss (27 Folgen)
- 2015: LEGO DC Super Heroes: Justice League – Cosmic Clash
- 2015: Batman: Bad Blood
- 2015–2016: Dino Dan: Treks Abenteuer (8 Folgen)
- 2016: Justice League vs. Teen Titans
- 2016: LEGO DC Super Heroes: Justice League – Gotham City Breakout
- 2016: Teen Titans Go!
- 2016: Batman: The Killing Joke
- 2016: Ben 10 (Text für Casting)
- 2016: Project Mc² (1 Folge)
- 2016: DC Super Hero Girls: Hero of the Year
- 2016: Batman Unlimited: Mechs Vs. Mutants

## Regisseur

### Synchronisation
- 2009: Love's Pure Light
- 2009: All Is Bright
- 2009: Christmas At Cadillac Jack's
- 2011: My Last Day Without You / Nie mehr ohne Dich
- 2013: Destruction of Silence
- 2013: Winx Club (13 Folgen)
- 2013–2015: Yu-Gi-Oh! Zexal (70 Folgen)
- 2014: Kiss of the Damned
- 2014: Batman: The Brave and the Bold (Staffel 3)
- 2013–2018: Die Thundermans
- 2014: The Lost Temple
- 2014: Wendell & Vinnie
- 2014: Beware the Batman
- 2015: Yu-Gi-Oh! Arc-V (38 Folgen)
- 2015: Die Thundermans Shorts
- 2015: DC Super Friends
- 2015: Der kleine Drache Kokosnuss (26 Folgen)
- 2015: Teen Titans Go! (32 Folgen à 12 Minuten)
- 2015: Pudsey – Ein tierisch cooler Held
- 2015: LEGO DC Super Heroes: Justice League – Cosmic Clash
- 2015: Batman: Bad Blood
- 2015–2016: Dino Dan: Treks Abenteuer
- 2016: Justice League vs. Teen Titans
- 2016: LEGO DC Super Heroes: Justice League – Gotham City Breakout
- 2016: Batman: The Killing Joke
- 2016: Max Atlantos (11 Folgen)
- 2016: DC Super Hero Girls: Hero of the Year
- 2016: Batman Unlimited: Mechs Vs. Mutants
- 2016: Marcus Level
- 2024: Rückkehr der Thundermans

## Synchronrollen

### Film
- 2010: Crows Zero II als Washio Gota
- 2010: An Englishman in New York als schwuler Zuschauer
- 2014: RA.One – Superheld mit Herz als Ra.One
- 2015: Taxi Teheran als Straßenverkäufer
- 2015: [Noch nicht erschienen] als Brad
- 2015: LEGO DC Super Heroes: Justice League - Cosmic Clash als Cyborg, männl. Steinzeit-Frau
- 2015: Batman: Bad Blood als Chuckie Sol, Hellhound, Nachrichtensprecher
- 2016: Justice League vs. Teen Titans als Wather Wizard, Game-Stimme, Dämon #1
- 2016: LEGO DC Super Heroes: Justice League - Gotham City Breakout als Cyborg, Wachmann #2
- 2016: Black Butler: Book of Murder als Jeremy
- 2016: Batman: The Killing Joke als Reese
- 2016: 99 als Kewal
- 2016: DC Super Hero Girls: Hero of the Year als Cyborg, Mann, Off-Stimme
- 2016: Batman Unlimited: Mechs Vs. Mutants als Mad Hatter, Hush, Off-Stimme, Ensemble
- 2024: Rückkehr der Thundermans als Dr. Colosso (Dana Snyder)

### Serien
- 2008–2010: Greek als Seth Lubinecki (Greg Hoyt)
- 2010: Better Off Ted – Die Chaos AG als Johnny
- 2010: Mad Men als Jim Pastern
- 2010: Yu-Gi-Oh! 5D’s als André
- 2010: Mobile Suit Gundam 00 als Bring und Divine
- seit 2012: Siebenstein als Rüdügür, Trolley
- 2012–2015: Randy Cunningham: Der Ninja aus der 9. Klasse als Accordeon Dave
- 2012: Blood-C als Shinichirō Tokizane
- 2013: Winx Club als Tritannus
- 2014–2018: Die Thundermans als Dr. Colosso, Off-Stimme (100 Folgen)
- 2014–2016: Good Wife als Messenger
- 2014–2016: Rectify als Sheriff Carl Daggett
- 2014–2019: Veep – Die Vizepräsidentin als Richard Splett
- 2014–2016: Adventure Time – Abenteuerzeit mit Finn und Jake als
- 2014–2015: The Mentalist als Jason Wylie
- 2015–2017: LEGO Nexo Knights als Herb, Sparks, Chefkoch Croissant, Chefkoch Topflappen
- 2015: Detective Laura Diamond als Collins
- 2015: Elementary als Odin
- 2015: Dating Naked als Mike
- 2015: Castle als Marcus
- 2015: Forever als Peter, Dwayne
- 2015: Deadbeat als Assistent, Dylan
- 2015: House of Lies als Rat-Man
- 2015: Harveys schnabelhafte Abenteuer als Easy
- 2015: Cucumber als Frank
- 2015: Teen Titans Go! als Birdarang, Krähe, TV-Stimme, Off-Stimme, Kürbis, Bad
- 2015: Halt and Catch Fire als Bodie
- 2015: Boyster als Vern Sparkle
- 2015: Masters of Sex als Verkäufer, Reporter, Felchner
- 2015: Silicon Valley als Marc
- 2015: Der kleine Drache Kokosnuss als Flaschengeist
- 2015: Murder in the First als Banks
- 2015: Dinotaps als Rex
- 2015: The Avatars als Andre
- 2015: Power Rangers Dino Charge als Duplicon
- 2015: Deadbeat als Sean
- 2015: Versailles als Will Oran
- 2015: Uncle Grandpa als Cowboy-Gast, Leonardo DaVinci
- 2015: Gurke & Peanut als Bill, Moderator
- 2015: Dino Dan: Treks Abenteuer als Fast-Food-Stimme, Dr. Evans, Menge
- 2016: Scorpion als Chet
- 2016: Supernoobs als Dax
- 2016: Ever After High - Epic Winter als Frost Elf #2
- 2016: Crazy Ex-Girlfriend als Alex, Bouncer, Ben & Matt
- 2016: Max Atlantos als Zaros, Ratsmitglied
- 2016: Gurke & Peanut als Tina
- 2016: Teen Titans Go! als Off-Stimme
- seit 2016: Miraculous – Geschichten von Ladybug und Cat Noir als Alec
- 2016: Limitless als Kumar
- 2016: Hit the Floor als Biographie-Autor
- 2016: The Detour als Carl
- 2016: Chicago P.D. als Gerald
- 2016: Marcus Level als Papagei
- 2020–2022: Ninjago als Dareth (2. Stimme; folgend auf Dennis Schmidt-Foß)

### Videospiele
- 2011: Sonic Generations als Vector the Crocodile
- 2011: Star Fox 64 3D als Falco Lombardi
- 2013: Mario & Sonic bei den Olympischen Winterspielen Sotschi 2014 als Vector the Crocodile
- 2016: Mario & Sonic bei den Olympischen Spielen Rio 2016 als Vector the Crocodile
- 2017: Sonic Forces als Vector the Crocodile
- 2019: Team Sonic Racing als Vector the Crocodile
- 2019: Mario & Sonic bei den Olympischen Spielen Tokyo 2020 als Vector the Crocodile
- 2024: Sonic X Shadow Generations als Vector the Crocodile